# 瑪麗·路易絲·夏洛特
瑪麗·路易絲·夏洛特（德語：Marie Luise Charlotte，1814年5月9日—1895年7月28日），黑森-卡塞爾威廉王子的女兒，母親是丹麥的夏洛特公主。

## 家庭
1832年，瑪麗·路易絲·夏洛特與安哈特-德紹的腓特烈·奧古斯特結婚，兩人共有三個女兒：
1. 阿德海德·瑪麗（1833年—1916年）
2. 巴蒂爾迪絲（英语：Princess Bathildis of Anhalt-Dessau）（1837年—1902年）
3. 希爾達（1839年—1926年）